# Ягубов, Эйюб Закарийя оглы
Эйюб Закарийя оглы Ягубов (азерб. Eyyub Zəkəriyyə oğlu Yaqubov; род. 26 апреля 1965, Баку, АзССР) — азербайджанский певец. Заслуженный артист Азербайджана (2006). Народный артист Азербайджана (2018).

## Биография
Эйюб Ягубов родился 26 апреля 1965 года в городе Баку в посёлке Баилово. Учился в средней школе № 49, а свое музыкальное образование получал в музыкальной школе № 3. В 1980 году поступил в Бакинское музыкальное училище имени Асафа Зейналлы по классу фортепиано. Первоначально планировал музыкальную карьеру только в качестве музыканта.
Начинал пианистом в ансамбле народных инструментов «Хумаюн» под руководством народного артиста Азербайджанской ССР Алибабы Мамедова.
Работая в ансамбле, одновременно с классической музыкой Эйюб изучал и фольклорную азербайджанскую музыку. Изредка среди близких людей демонстрировал свое певческое умение. Со временем, в силу определенных причин принял решение стать певцом оставив карьеру музыканта.
Первоначально исполнял только шансон, затем стал исполнять музыку и других жанров. Стал популярен в 1992 году.
С тех пор выпустил более 10 альбомов, снялся в 7 фильмах. В репертуаре Эйюба Ягубова имеется несколько песен на стихи азербайджанского поэта Микаила Мушфига и на музыку композитора Эльчина Иманова.
Женился в 1992 году, имеет сына Закира.
В 2006 году Эйюбу Ягубову было присвоено звание заслуженного артиста Азербайджана.
27 мая 2018 года распоряжением Президента Азербайджана Эйюбу Ягубову «за заслуги в развитии азербайджанской культуры» было присвоено почётное звание Народный артист Азербайджанской Республики.